# Avan
De acordo com várias tradições abraâmicas, Avan (do hebraico אָוֶן aven "vício", "iniquidade", "potência") era a esposa e irmã de Caim e filha de Adão e Eva. O nome Avan é usado no Livro dos Jubileus; em outros textos abraâmicos, (como a Caverna dos Tesouros) ela é chamada de Qelima. Sua irmã Azura (עֲצֻרָה atzurah "restrição") foi a esposa dos dois irmãos de Caim: Abel e, após o assassinato de Abel, Sete. Em uma obra cronológica hebraica, ela é chamada de Balbira.